# ミディアム 霊能者アリソン・デュボア
『ミディアム 霊能者アリソン・デュボア』（ミディアム れいのうしゃアリソン・デュボア、原題：Medium）は、2005年より2011年にかけてアメリカ合衆国で放送されていたテレビドラマ。全7シーズン130話。第1〜第5シーズンはNBC、第6〜第7シーズンはCBSにて放送。

## 概要
アリゾナ州フェニックス在住、検事局勤務のごく平凡な主婦として暮らしていた主人公・アリソンが、霊能力を駆使して犯罪事件解決のために検事局の捜査に協力していく、基本的には1話完結の物語。どのエピソードも、大抵は彼女が見る夢のシーンからスタートする。なお主人公のアリソン・デュボアは、実在する同名の霊能者（＝ミディアム）がモデルである。
当初はミッドシーズン・リプレイスメントとして開始されたものがたちまち人気を呼び、好成績を収めた。主演のパトリシア・アークエットはこのドラマでエミー賞主演女優賞を受賞している。第3シーズンが2006年11月15日開始と他の番組より開始が遅かったのは再びリプレイスメント番組となったためであり、番組の放送枠も従来の月曜10時から水曜10時（打ち切りとなった「キッドナップ」の後番組）となった。
第4シーズンは2008年1月7日より放送開始。放送時間帯は月曜10時（打ち切りとなった「ジャーニーマン」の後番組）に戻った。
第6シーズンより放送局がCBSに移動する事が発表された。放送時間帯は金曜9時となる。
2010年10月、CBSは第7シーズンを22話から13話に短縮することを決定、2010年12月にはシリーズのキャンセルを発表した。その後、2011年1月21日の最終話にて番組は終了した。
製作総指揮はグレン・ゴードン・キャロン。他に、11年間続いたコメディ番組「そりゃないぜ!? フレイジャー」の主演俳優・ケルシー・グラマーも名前を連ねており、第2シーズンではゲスト出演もしている。
日本ではWOWOWで2006年7月4日から10月24日の毎週火曜日21時に第1シーズンが字幕版で放送（第1話は同年7月2日の無料放送で先行放送された）。吹替え版は同週の土曜日の午前帯に放送と、WOWOWで放送されている欧米ドラマとしては珍しく字幕版と吹替え版の両方を放送している。第2シーズンは2007年4月17日に放送開始。第1話のみ2月4日の無料放送で先行放送された。また、FOXチャンネルでも、2007年9月17日から第1シーズンを、字幕版と吹替え版で放送開始した。
邦題は、WOWOWでは「ミディアム 霊能者アリソン・デュボア」（最終シーズンのみ「ミディアム7 最終章」）、FOXチャンネルとDVDでは「ミディアム 霊能捜査官アリソン・デュボア」となっている。

## 出演者

### レギュラー
- パトリシア・アークエット - アリソン・デュボア （声: 松本梨香）
- ジェイク・ウェバー - ジョー・デュボア（アリソンの夫、航空宇宙技術者）（声: 清水明彦）
- ミゲル・サンドバル - マニュエル・デヴァロス検事（アリソンの上司）（声: 浦山迅）
- ソフィア・ヴァジリーヴァ - アリエル・デュボア（アリソンの長女）（声: 浅野真澄）
- マリア・ラーク - ブリジット・デュボア（アリソンの次女）（声: 第1〜2シーズン富坂晶　第3シーズン〜半場友恵）
- デヴィッド・キュービット - リー・スキャンロン刑事（アリソンの同僚）（声: 斉藤次郎）
- ミランダ・カラベッロ、マディソン・カラベッロ - マリー・デュボア（アリソンの三女）（声: 松久保いほ）

### 準レギュラー
- ティナ・ディジョセフ - リン・ディノヴィ（市長の連絡係、後に副市長）（声:小島幸子）

### 主なゲスト出演者

#### シーズン1
- アーリス・ハワード（後藤哲夫） - ケネス・プッシュ刑事（第1話「予知夢」等）
- ウォレス・ランガム（蓮池龍三） - アラン（第2話「夢と記憶」等）
- サイラス・ウィアー・ミッチェル（佐藤晴男） - コンラッド（第3話「死の婚礼」）
- コナー・オファレル（中博史） - ワット弁護士（第5話「訪れた危機」等）
- リード・ダイヤモンド（宮本充） - ジャレッド・スワンストロム（第6話「未来からのメッセージ」）
- ライアン・ハースト - マイケル・ブノワ（第8話「告白のとき」等）
アリソンの弟
- フランシス・フィッシャー（塩田朋子） -  アビゲイル・マーシュ（第11話「40年の時を経て」）
- チャド・ロウ（坂東尚樹） -  デヴィット・コール（第13話「究極の選択」）
- キャシー・ベイカー（木村有里） - マージョリー・デュボア（第14話「無罪と有罪」等）
ジョーの母
- ポール・アデルスタイン（落合弘治） - ゲイリー・クレイグ（第14話「無罪と有罪」）
- ディーン・ノリス（原田晃） - リッキー刑事（第14話「無罪と有罪」）
- ロバート・ジョイ（森田順平） - ケネス・ホロウェイ医師（第15話「悪魔のささやき」）

#### シーズン2
- ナターシャ・グレグソン・ワグナー - ベヴァリー・ウォラー（第3話「もう一人の私」）
- ラミ・マレック - ティモシー・カーチャー（第3話「もう一人の私」）（声:小森創介）
- ジョン・ゲッツ - スチュワート・マカリスター市会議員（第5話「旅立ちの日」）
- エマ・ストーン - シンシア・マカリスター（第5話「旅立ちの日」）
- ジェシー・シュラム - 高校時代のアリソン・デュボア（第5話「旅立ちの日」）
- ロニー・コックス - ハモンド氏（第7話「審判のとき」）
- リッチモンド・アークエット - デヴィッド・サウンダース（第14話「鏡の中の男」）
- レベッカ・ゲイハート - ジェシカ・ディレイニー（第16話「不思議の国」）
- デビッド・キャラダイン - ジェシカの兄（第16話「不思議の国」）
- ローレン・ヴェレス - エレーナ・カブレラ（声:高乃麗）（第19話「過去との決別」）
- モリー・リングウォルド - キャスリン・ウォルシュ (第20話「暗闇の向こう」）
- エドアルド・バレリーニ - サム・エルキン（声:加瀬康之）（第20話「暗闇の向こう」）
- ケルシー・グラマー - 死の天使（第21話「死の天使」）
- デビッド・ジェームス・エリオット - ジョン・ダナム（声: 中多和宏）（第22話「夢のあと」）

#### シーズン3
- トーマス・ジェーン - クレイ・ビックス（声:古澤徹）（第1話、2話「夢を見る者たち」）
- キャサリン・ロバートソン （声:湯屋敦子）- キャシー（第5話「機械の亡霊」）
- カートウッド・スミス - エドワード・クーパー捜査官（声:菅生隆之）（第6話「直感とひらめき」等）
- ジェニファー・ローレンス - クレア・チェイス（第7話「母子の事情」）
- エリック・ストルツ - ソニー・トロイヤー（声:森川智之）（第14話「シグナル再び」）
- ジェシー・シュラム - 高校時代のアリソン・デュボア（第15話「残酷な青春」）
- アダム・ゴールドバーグ - ブルース・ロシター（声:綱島郷太郎）（第17話「胸騒ぎ」）
- 第19話 「凍ったダイヤモンド」
- ジェイソン・プリーストリー - ウォルター・パクストン（第20話「頭脳プレイ」等）
- ネーヴ・キャンベル - デブラ（声:岡本麻弥）（第20話「頭脳プレイ」等）

#### シーズン4
- アンジェリカ・ヒューストン - シンシア・キーナー（声:磯辺万沙子）（第1話「新しいカタチ」等）
- ジェニファー・ローレンス - 高校時代のアリソン・デュボア（第2話「閉ざされた過去」）
- ケイト・バートン - ボニー・バリスター（第3話「想い出のパリ」）
- スティーヴン・カルプ - ダレン・スウェンソン（声:桐本琢也）（第4話「静寂の真実」）
- ナンシー・トラヴィス - ローラ・スウェンソン（声:佐々木優子）（第4話「静寂の真実」）
- ウィリアム・サドラー - ジョン・エッジモンド（声:田中正彦）（第5話「笑顔の裏側」）
- グレゴリー・イッツェン - ジェド・ギャリティ議員（声:稲葉実） （第6話「死の味」）
- ロザンナ・アークエット - ミシェル・トッド（声:田中敦子）（第11話「レディ・キラー」）
- ケリー・プレストン - メーガン・ドイル（声:沢海陽子）（第12話「正義の裁き」等）
- ミゲル・フェラー - ジョーイ・カーマイケル（声:斎藤志郎）（第15話「一心同体」）
- ノア・ビーン - チャールズ・ウィンターズ（声：三木眞一郎）（第16話「夢に溺れて」）

#### シーズン5
- ザンダー・バークレー - ミッチェル・スローカム（声：石住昭彦）（第3話「刻まれた罪状」）
- エンツォ・ロッシ - アーロ・スローカム（声：疋田高志）（第3話「刻まれた罪状」）
- ブライス・ダナー - ルイーズ・リーミング（声：翠準子）（第5話「愛の形」）
- ジェームズ・ヴァン・ダー・ビーク - ディラン・ホイト（声：川島得愛）（第9話「仮面の下」）
- トレイシー・ポラン - ケイトリン・リンチ（声：坪井木の実）（第13話「直感ビジネス Part1」等）
- デヴィッド・モース - ダグラス・ライデッカー（声：辻親八）（第14話「直感ビジネス Part2」等）
- ジェフリー・タンバー - トッド・エモリー（声：原康義）（第16話「奇妙な同居人」）
- アナスタシア・グリフィス - サマンサ・エモリー（声：細野雅世）（第16話「奇妙な同居人」）
- バルサザール・ゲティ - クリストファー・サイプス（声：檀臣幸）（第17話「過去からの脅迫状」）
- ルーマー・ウィリス - ベサニー・シモンズ（声：片岡身江）（第17話「過去からの脅迫状」）
- ウィリー・ガーソン - ヒッチェンス支店長（声：多田野曜平）（第18話「ライバルあらわる」）
- ジョン・オーティス - ダニエル・ムニョス捜査官（第19話「この命にかえても」）

#### シーズン6
- オデッド・フェール - トーマス・スタットラー医師 （第3話「命の恩人」）
- マーサ・プリンプトン - ローズマリー・ウィディック （第3話「命の恩人」）
- フィッシャー・スティーヴンス - ニール・グレイブリッジ（第4話「暗号」）
- ジョエル・デヴィッド・ムーア - キース・バーニング（第4話「暗号」等）
- カサンドラ・ピーターソン - エルヴァイラ（第6話「ゾンビ・ナイト」）
- アイダ・タートゥーロ - ボビー・カタラーノ（第6話「ゾンビ・ナイト」）
- フェイス・プリンス - ローレン・ポートマン（第7話「カーラジオが叫んでる」）
- ジョー・マンガニエロ - アンジェロ・フィリペリ（第8話「僕の名前は」）
- ディードリック・ベーダー - フレッド・ロヴィック（声：乃村健次）（第14話「ホンモノをさがせ」）
- グレッグ・ジャーマン - アラン・ハーン・バーカー教授（第19話「小さな目撃者」）
- ローマ・マフィア - ヴィクトリア・ゴセット（声：唐沢潤）（第21話「子豚の憂うつ」）

#### シーズン7
- フランク・ホエーリー - ゲイブ・ヘリング（第3話「弟の結末 Part1」）
- マーク・ヴァン - ウェイン・ラングレン（第5話「手は語る」）
- クランシー・ブラウン - ロブ・ウォルコット（第6話「そのときあなたは」）
- デヴィッド・アークエット - マイケル・ブノワ（第11話「人生を成功させる方法」）
アリソンの弟
- ジョン・グローヴァー - カーソン・チャーチル（第11話「人生を成功させる方法」）
- クリスチャン・カマルゴ - ジェレミー・ハース（第12話「夫婦の絆」）
- エンリケ・ムルシアーノ - ルイース・アメナバル（第13話「いつかまた会う日まで」）

## エピソードタイトル

### 第1シーズン
- アメリカ(NBC)
- 日本(WOWOW)
  - 字幕版：2006年07月04日 - 2006年10月24日（火曜日 22:00 - ）
  - 吹替版：2006年07月08日 - 2006年10月28日（土曜日 午前時間帯）
  - 再放送（吹替版）：2007年03月14日 - 2007年04月05日（平日 16:00 - ）
- 日本（FOXチャンネル）（初回放送分のみ記述）
  - 字幕版：2007年09月18日 - （火曜日 21:00 - ）
  - 吹替版：2007年09月17日 - （月曜日 23:00 - ）

|        | タイトル                  | 原題                                                           | オリジナル放送日 |
| ------ | ------------------------- | -------------------------------------------------------------- | ---------------- |
| 第01話 | 予知夢                    | Pilot                                                          | 2005年01月03日   |
| 第02話 | 夢と記憶                  | Suspicions and Certainties                                     | 2005年01月10日   |
| 第03話 | 死の婚礼                  | A Couple of Choices                                            | 2005年01月17日   |
| 第04話 | 新しい友達                | Night of the Wolf                                              | 2005年01月24日   |
| 第05話 | 訪れた危機                | In Sickness and Adultery                                       | 2005年01月31日   |
| 第06話 | 未来からのメッセージ      | Coming Soon                                                    | 2005年02月07日   |
| 第07話 | リワインド・ドリーム      | Jump Start                                                     | 2005年02月14日   |
| 第08話 | 告白のとき                | Lucky                                                          | 2005年02月21日   |
| 第09話 | 秘密の少女                | Coded                                                          | 2005年02月28日   |
| 第10話 | 再会                      | The Other Side of the Tracks                                   | 2005年03月14日   |
| 第11話 | 40年の時を経て            | I Married a Mind Reader                                        | 2005年03月21日   |
| 第12話 | 蘇った死刑囚              | A Priest, a Doctor and a Medium Walk into an Execution Chamber | 2005年03月28日   |
| 第13話 | 究極の選択                | Being Mrs. O'Leary's Cow                                       | 2005年04月25日   |
| 第14話 | 無罪と有罪                | In the Rough                                                   | 2005年05月02日   |
| 第15話 | 悪魔のささやき            | Penny for Your Thoughts                                        | 2005年05月09日   |
| 第16話 | フェニックスの怪人 Part 1 | When Push Comes to Shove (Part 1)                              | 2005年05月23日   |

### 第2シーズン
- アメリカ(NBC)
- 日本(WOWOW)
  - 字幕版：2007年04月17日 - 09月18日（火曜日 22:00 - ）
  - 吹替版：2007年04月21日 - 09月22日（土曜日 9:00 - ）
  - 04月17日、04月21日は第1シーズンの最終話「フェニックスの怪人 Part 1」と第2シーズンの第1話「フェニックスの怪人 Part 2」を合わせて放送

ちなみに第2話の夢で流れる曲は『I Will Survive』である。
| 話数   | 通算 | タイトル                  | 原題                              | オリジナル放送日 |
| ------ | ---- | ------------------------- | --------------------------------- | ---------------- |
| 第01話 | 017  | フェニックスの怪人 Part 2 | When Push Comes to Shove (Part 2) | 2005年09月19日   |
| 第02話 | 018  | リフレイン                | The Song Remains the Same         | 2005年09月26日   |
| 第03話 | 019  | もう1人の私               | Time Out of Mind                  | 2005年10月03日   |
| 第04話 | 020  | 眠りの中で                | Light Sleeper                     | 2005年10月07日   |
| 第05話 | 021  | 旅立ちの日                | Sweet Dreams                      | 2005年10月17日   |
| 第06話 | 022  | 新たな霊能者              | Dead Aim                          | 2005年10月24日   |
| 第07話 | 023  | 審判の時                  | Judge, Jury & Executioner         | 2005年11月07日   |
| 第08話 | 024  | 誤解と混乱                | Too Close to Call                 | 2005年11月14日   |
| 第09話 | 025  | 絵画に宿る魂              | Still Life                        | 2005年11月21日   |
| 第10話 | 026  | つぐない                  | The Reckoning                     | 2005年11月28日   |
| 第11話 | 027  | 狂気の芸術                | Method to His Madness             | 2006年01月02日   |
| 第12話 | 028  | 悪魔の再来                | Doctor's Orders                   | 2006年01月09日   |
| 第13話 | 029  | 母の想い                  | Raising Cain                      | 2006年01月23日   |
| 第14話 | 030  | 鏡の中の男                | A Changed Man                     | 2006年02月06日   |
| 第15話 | 031  | 愛しい人                  | Sweet Child O' Mine               | 2006年02月27日   |
| 第16話 | 032  | 不思議の国                | Allison Wonderland                | 2006年03月06日   |
| 第17話 | 033  | 生まれ変わったら…         | Lucky in Love                     | 2006年03月13日   |
| 第18話 | 034  | シグナル                  | S.O.S.                            | 2006年04月17日   |
| 第19話 | 035  | 過去との決別              | Knowing Her                       | 2006年04月24日   |
| 第20話 | 036  | 暗闇の向こう              | The Darkness Is Light Enough      | 2006年05月01日   |
| 第21話 | 037  | 死の天使                  | Death Takes a Policy              | 2006年05月08日   |
| 第22話 | 038  | 夢のあと                  | Twice Upon a Time                 | 2006年05月22日   |

### 第3シーズン
- アメリカ(NBC)
- 日本(WOWOW)
  - 字幕版：2008年04月21日 - 2008年09月29日（月曜日 23:00 - ）
  - 吹替版：2008年04月26日 - 2008年10月04日（土曜日 10:00 - ）

| 話数   | 通算 | タイトル              | 原題                                | オリジナル放送日 |
| ------ | ---- | --------------------- | ----------------------------------- | ---------------- |
| 第01話 | 039  | 夢を見る者たち Part 1 | Four Dreams (Part 1)                | 2006年11月15日   |
| 第02話 | 040  | 夢を見る者たち Part 2 | Four Dreams (Part 2)                | 2006年11月15日   |
| 第03話 | 041  | パラドックス          | Be Kind, Rewind                     | 2006年11月22日   |
| 第04話 | 042  | 悪魔の末裔            | Blood Relations                     | 2006年11月29日   |
| 第05話 | 043  | 機械の亡霊            | Ghost in the Machine                | 2006年12月06日   |
| 第06話 | 044  | 直感とひらめき        | Profiles In Terror                  | 2006年12月13日   |
| 第07話 | 045  | 母子の事情            | Mother's Little Helper              | 2007年01月03日   |
| 第08話 | 046  | 尊厳と名誉            | The Whole Truth                     | 2007年01月17日   |
| 第09話 | 047  | 安らかな眠り          | Better Off Dead                     | 2007年01月24日   |
| 第10話 | 048  | 邪悪な人形            | Very Merry Maggie                   | 2007年01月31日   |
| 第11話 | 049  | 善意のウソ            | Apocalypse, Push                    | 2007年02月07日   |
| 第12話 | 050  | とり憑かれて          | The One Behind The Wheel            | 2007年02月14日   |
| 第13話 | 051  | セカンド・オピニオン  | Second Opinion                      | 2007年02月21日   |
| 第14話 | 052  | シグナル再び          | We Had a Dream                      | 2007年02月28日   |
| 第15話 | 053  | 残酷な青春            | The Boy Next Door                   | 2007年03月07日   |
| 第16話 | 054  | キャンディ            | Whatever Possessed You              | 2007年03月28日   |
| 第17話 | 055  | 胸騒ぎ                | Joe Day Afternoon                   | 2007年04月04日   |
| 第18話 | 056  | 心霊相談室            | 1-900-Lucky                         | 2007年04月11日   |
| 第19話 | 057  | 凍ったダイヤモンド    | No One to Watch Over Me             | 2007年04月25日   |
| 第20話 | 058  | 頭脳プレイ            | Head Games (Part 1)                 | 2007年05月02日   |
| 第21話 | 059  | 頭上の敵              | Heads Will Roll (part 2)            | 2007年05月09日   |
| 第22話 | 060  | クライマックス        | Everything Comes to a Head (Prat 3) | 2007年05月16日   |

### 第4シーズン
- アメリカ(NBC)
- 日本(WOWOW)
  - 字幕版：2009年04月13日 - 2009年08月10日（月曜日 23:00 - ）
  - 吹替版：2009年04月18日 - 2009年08月15日（土曜日 9:00 - ）

| 話数   | 通算 | タイトル        | 原題                            | オリジナル放送日 |
| ------ | ---- | --------------- | ------------------------------- | ---------------- |
| 第01話 | 061  | 新しいカタチ    | And Then...                     | 2008年01月07日   |
| 第02話 | 062  | 閉ざされた過去  | But for the Grace of God        | 2008年01月14日   |
| 第03話 | 063  | 想い出のパリ    | To Have and to Hold             | 2008年01月21日   |
| 第04話 | 064  | 静寂の真実      | Do You Hear What I Hear         | 2008年02月18日   |
| 第05話 | 065  | 笑顔の裏側      | Girls Ain't Nothing But Trouble | 2008年02月25日   |
| 第06話 | 066  | 死の味          | Aftertaste                      | 2008年03月03日   |
| 第07話 | 067  | 陰謀の炎 Part 1 | Burn Baby Burn (Part 1)         | 2008年03月10日   |
| 第08話 | 068  | 陰謀の炎 Part 2 | Burn Baby Burn (Part 2)         | 2008年03月17日   |
| 第09話 | 069  | 母の涙 Part 1   | Wicked Game (Part 1)            | 2008年03月24日   |
| 第10話 | 070  | 母の涙 Part 2   | Wicked Game (Part 2)            | 2008年03月31日   |
| 第11話 | 071  | レディ・キラー  | Lady Killer                     | 2008年04月07日   |
| 第12話 | 072  | 正義の裁き      | Partners in Crime               | 2008年04月14日   |
| 第13話 | 073  | 痛みの連鎖      | A Cure for What Ails You        | 2008年04月21日   |
| 第14話 | 074  | 復讐のカーナビ  | Car Trouble                     | 2008年04月28日   |
| 第15話 | 075  | 一心同体        | Being Joey Carmichael           | 2008年05月05日   |
| 第16話 | 076  | 夢に溺れて      | Drowned World                   | 2008年05月12日   |

### 第5シーズン
- アメリカ(NBC)
- 日本(WOWOW)
  - 吹替版：2010年04月07日 - 2010年08月25日（水曜日 23:00 - ）
  - 字幕版：2010年04月10日 - 2010年08月28日（土曜日 10:00 - ）

| 話数   | 通算 | タイトル            | 原題                                           | オリジナル放送日 |
| ------ | ---- | ------------------- | ---------------------------------------------- | ---------------- |
| 第01話 | 077  | 魂の交換            | Soul Survivor                                  | 2009年02月02日   |
| 第02話 | 078  | 見ていた男          | Things to Do in Phoenix When You're Dead       | 2009年02月09日   |
| 第03話 | 079  | 刻まれた罪状        | A Person of Interest                           | 2009年02月16日   |
| 第04話 | 080  | 空白の時間          | About Last Night                               | 2009年02月23日   |
| 第05話 | 081  | 愛の形              | A Taste of Her Own Medicine                    | 2009年03月02日   |
| 第06話 | 082  | 世界の終わり        | Apocalypse...Now?                              | 2009年03月09日   |
| 第07話 | 083  | 私刑執行人          | A Necessary Evil                               | 2009年03月23日   |
| 第08話 | 084  | 真実ゲーム          | Truth Be Told                                  | 2009年03月30日   |
| 第09話 | 085  | 仮面の下            | All in the Family (Part 1)                     | 2009年04月06日   |
| 第10話 | 086  | タイムスリップ      | Then… and Again (Part 2)                       | 2009年04月13日   |
| 第11話 | 087  | 内なる悪魔 Part 1   | The Devil Inside (Part 1)                      | 2009年04月20日   |
| 第12話 | 088  | 内なる悪魔 Part 2   | The Devil Inside (Part 2)                      | 2009年04月27日   |
| 第13話 | 089  | 直感ビジネス Part 1 | How to Make a Killing in Big Business (Part 1) | 2009年05月04日   |
| 第14話 | 090  | 直感ビジネス Part 2 | How to Make a Killing in Big Business (Part 2) | 2009年05月04日   |
| 第15話 | 091  | 直感ビジネス Part 3 | How to Make a Killing in Big Business (Part 3) | 2009年05月11日   |
| 第16話 | 092  | 奇妙な同居人        | The Man in the Mirror                          | 2009年05月11日   |
| 第17話 | 093  | 過去からの脅迫状    | The First Bite is the Deepest                  | 2009年05月18日   |
| 第18話 | 094  | ライバルあらわる    | The Talented Ms. Boddicker                     | 2009年05月25日   |
| 第19話 | 095  | この命にかえても    | Bring Me the Head of Oswaldo Castillo (Part 1) | 2009年06月01日   |

### 第6シーズン
- アメリカ(CBS)

| 話数   | 通算 | タイトル                 | 原題                                       | オリジナル放送日 | 日本（FOX）放送日 |
| ------ | ---- | ------------------------ | ------------------------------------------ | ---------------- | ----------------- |
| 第01話 | 096  | 復活                     | Deja Vu All over Again (Part 2)            | 2009年09月25日   | 年月日            |
| 第02話 | 097  | あの娘はだれ？           | Who's That Girl                            | 2009年10月02日   | 年月日            |
| 第03話 | 098  | 命の恩人                 | Pain Killer                                | 2009年10月09日   | 年月日            |
| 第04話 | 099  | 暗号                     | The Medium Is the Message                  | 2009年10月16日   | 年月日            |
| 第05話 | 100  | ハロー、ベイビー         | Baby Fever                                 | 2009年10月23日   | 年月日            |
| 第06話 | 101  | ゾンビ・ナイト           | Bite Me                                    | 2009年10月30日   | 年月日            |
| 第07話 | 102  | カーラジオが叫んでる     | New Terrain                                | 2009年11月06日   | 年月日            |
| 第08話 | 103  | 僕の名前は               | Once in a Lifetime                         | 2009年11月13日   | 年月日            |
| 第09話 | 104  | 残りの時間               | The Future's so Bright                     | 2009年11月20日   | 年月日            |
| 第10話 | 105  | 死のウイルス             | You Give Me Fever                          | 2009年12月04日   | 年月日            |
| 第11話 | 106  | 理想のカップル           | An Everlasting Love                        | 2010年01月08日   | 年月日            |
| 第12話 | 107  | 娘からの手紙             | Dear Dad...                                | 2010年01月15日   | 年月日            |
| 第13話 | 108  | 少女たちの物語           | Psych                                      | 2010年01月29日   | 年月日            |
| 第14話 | 109  | ホンモノをさがせ         | Will the Real Fred Rovick Please Stand Up? | 2010年02月05日   | 年月日            |
| 第15話 | 110  | 兄の結末                 | How to Beat a Bad Guy                      | 2010年03月05日   | 年月日            |
| 第16話 | 111  | アリソン・ローレンの結婚 | Allison Rolen Got Married                  | 2010年03月12日   | 年月日            |
| 第17話 | 112  | 生ける血 Part 1          | There Will Be Blood... Type A (Part 1)     | 2010年04月02日   | 年月日            |
| 第18話 | 113  | 生ける血 Part 2          | There Will Be Blood... Type B (Part 2)     | 2010年04月09日   | 年月日            |
| 第19話 | 114  | 小さな目撃者             | Sal                                        | 2010年04月30日   | 年月日            |
| 第20話 | 115  | 消えゆく日々             | Time Keeps on Slippin                      | 2010年05月07日   | 年月日            |
| 第21話 | 116  | 子豚の憂うつ             | Dead Meat                                  | 2010年05月14日   | 年月日            |
| 第22話 | 117  | 未来をこの手に           | It's a Wonderful Death                     | 2010年05月21日   | 年月日            |

### 第7（ファイナル）シーズン
- アメリカ(CBS)

| 話数   | 通算 | タイトル              | 原題                            | オリジナル放送日 |
| ------ | ---- | --------------------- | ------------------------------- | ---------------- |
| 第01話 | 118  | アリソンvs.ブリジット | Bring Your Daughter to Work Day | 2010年09月24日   |
| 第02話 | 119  | 運命のマーク          | The Match Game                  | 2010年10月01日   |
| 第03話 | 120  | 弟の結末 Part1        | Means and Ends                  | 2010年10月08日   |
| 第04話 | 121  | 弟の結末 Part2        | How to Kill a Good Guy          | 2010年10月15日   |
| 第05話 | 122  | 手は語る              | Talk to the Hand                | 2010年10月22日   |
| 第06話 | 123  | そのときあなたは      | Where Were You When...          | 2010年10月29日   |
| 第07話 | 124  | 通わぬ言葉            | Native Tongue                   | 2010年11月05日   |
| 第08話 | 125  | 煙の向こうの真実      | Smoke Damage                    | 2010年11月12日   |
| 第09話 | 126  | 隣人の素顔            | The People in Your Neighborhood | 2010年11月19日   |
| 第10話 | 127  | 別れのことば          | Blood on the Tracks             | 2010年12月03日   |
| 第11話 | 128  | 人生を成功させる方法  | Only Half Lucky                 | 2011年01月07日   |
| 第12話 | 129  | 夫婦の絆              | Labor Pains                     | 2011年01月14日   |
| 第13話 | 130  | いつかまた会う日まで  | Me Without You                  | 2011年01月21日   |